# ريال بلد الوليد ب
نادي ريال بلد الوليد ب لكرة القدم هو الفريق الرديف لنادي ريال بلد الوليد، وهو نادي كرة قدم إسباني يتمركز في بلد الوليد، في منطقة قشتالة وليون ذاتية الحكم. تأسس في 1942، ويلعب حاليا في الدوري الإسباني الدرجة الثانية ب، ويستضيف مبارياته في المركب الرياضي لبلد الوليد، بسعة 1500 متفرج.